# الرينغان
الرينغان (بالانجلزية Rinnegan) وهي قدرة بصرية قتالية في انمي ومانغا ناروتو وهي العين الاسطورية التي امتلكها حاكم المسارات الستة هذه العين لها ستة مسارت أو ستة دوائر وتعتبر من اقوى دوجتسو وهي شاملة وجامعة للقوتين معا البياكوغان والشارينجان
وقد تفوقت على البياكوغان في مجال الرؤية.

## قوة الرينغان
هي العين الأسطورية التي تظهر كل 1000 سنة عند شخص معين وأول من امتلكها هو مؤسس عالم النينجا ومؤسس أول جيتسو وهو حكيم المسارات الستة وقد استطاع كل من ساسكي ومادارا من ايقاظها
كما ان الذي لديه الرينجان يستطيع التحكم في جميع العناصر الخمسة (النار-الماء-الرياح-الارض-الضوء)
وقد استطاع حاكم المسارات الستة اتقان جميع اساليب النينجتسو بفضلها
وكما يقال ان الرينجان تاتي بسبب الالم والحقد والكره.
ومن مزايا الرينغان أن من يمتلكها يستطيع ان يمتلك أكثر من جسم ولكل جسم يمتلكه عين مثلها وتستطيع أن توزع عناصر التشاكرا الخمسة على هذه الأجسام بالإضافة إلى عنصر سادس ويمكنها التحكم في الطبيعة كالمطر الرياح وغيرها ولكن من حيث التقنيات قدراتها محدودة

## أنواع الرينغان
من المعروف أن الرينغان تتفعل باندماج تشاكرا إيندرا مع تشاكرا أشورا ولكن ساسكي حصل عليها بطريقة مختلفة (تشاكرا إيندرا مع تشاكرا هاغورومو) وهو ما أدى إلى ظهور شكل آخر للرينغان وهي رينغان مثبتة عليها ستة فواصل وبالتالي فهناك نوعين من الرينغان:

❶-الرينغان العادي أو دات المسارات الستة:

ومن قدراتها (مساراتها):

▣ مسار الديفا: (التقنيات) شيباكو تنسي، شينرا تنسي، بانشو تاين 

▣ مسار أشورا: (التقنيات) يمنح المستخدم ميكانيكية أطرافه، والأسلحة والدروع.

▣ مسار النينغندو: (التقنيات) يعطي القدرة على إزالة الروح، وقراءة عقل الشخص.

▣ مسار الحيوانات:( التقنيات) يتيح للمستخدم استدعاء مجموعة متنوعة من المخلوقات.

▣ مسار البريتا: (التقنيات) يتيح إمكانية امتصاص التشاكرا والنينجتسو 

▣ مسار ناراكا: (التقنيات) يتيح إمكانية إعادة إحياء الموتى 

❷-الرينقان بستة فواصل
وهي عين هرت بسبب اعطاء هاجورومو لساسكي نصف قوته فنتجت رينغان عليها فواصل بسبب الشارينغان ولديها العديد من القدرات بغض النظر عن قدرات الرينغان الطبيعية

من بين تقنياتها

▣ شيباكو تنسي، بانشو تاين والمتصلتين بمسار الديفا

▣ امتصاص التشاكرا والمتصلة بمسار البريتا 

▣ انتقال آني 

▣ استبدال الأماكن مع الأشياء والأسلحة

▣ انتقال بين الأبعاد 
المجموع الكامل للتقنيات التي إستعملها ساسكي هي ستة وهو نفس عدد الفواصل المثبتة على العين بمعنى أن كل فاصلة تمثل تقنية وهنا يزول الغموض عنها ونستنتج أيضا أن رينغان المسارات والفواصل تشترك مع بعض في ثلاث تقنيات فقط.

## قدرات الرينغان
▧-تستطيع التحكم ب 6 اجساد لكل منهم قدرات خاصة
 
▧-إخراج شئ يشبه العصا السوداء من اليد لا يمكن ل أحد لمسها الا صاحبها 

▧- تشيباكو تنسي إخراج كرة سوداء لها قدرة جذب هائلة تقوم بجذب كل شئ اليها حتى صخور الارض إلى ان يختم داخلها 

▧-القدرة على امتصاص التشاكرا وامتصاص النينجتسو أي ان من يمتلك الرينغان جميع أنواع النينجتسو أمامه بلا فائدة.

▧-شينرا تنسي: الدفعة العظيمة هي القدرة على التحكم بالجاذبية وتحويلها إلى دفع تبعد الخصم وان كانت قوية فهي كفيلة بتدمير قرية كاملة وبها دمرت كونوها.

▧-بانشوتين: القدرة على التحكم بالجاذبية وجذب أي شئ إلى مستخدمها.

▧-ليمبو: نسخة من المستخدم لا يمكن لأحد رؤيتها ولا الشعور بها (ساسكي يمكنه رؤيتها برينغان الجيوبي، وناروتويشعر بها)

▧-استدعاءات خاصة: استدعاء حيوانات رؤيتهم متصلة مع بعضهم وهم اقوياء ولا يمكن قتلهم.

▧-ريني تنسي: إعادة الأحياء الخاصة بالمسارات المحظورة وبها يمكن احياء أشخاص ماتوا بجسدهم نفسه وتشاكراهم نفسها (عكس الايدو تنسي) ولكن يموت مستخدمها بعد استخدامها. 

▧- التنقل اللحظي هي تقنية لعين الحكيم الخاصة بساسكي.

▧- تبادل الأماكن هي القدرة على تبادل الأماكن مع أي شئ بمد النظر وهي خطيرة جداً (إذا قام شخص بمهاجمة مستخدمها فانه يبدل المكان مع أي شخص أو شئ نظره فيتلقى الشخص الهجوم) وهي تقنية خاصة بعين الحكيم الخاصة بساسكي

## نقاط الضعف
على الرغم من قوة الرينغان الا ان هناك نقاط ضعف خطيرة فعند استعمال ساسكي المفرط للرينغان في تتبع أثار كاجويا والتي تستهلك كم كبير من التشاكرا وكما أنها تضعف الجسد وترهقه خصوصا إذا كان الشخص ضعيف التشاكرا وأيضا تضعف العين وتتحول إلى النمط العادي ذا المسارات وتختفي المانجيكيو في العين اليمنى ويقول قائل هل يصبح ساسكي قادر على استعمال باقي المسارات هكذا كما لها نقطة ضعف أخرى وهي ان مستخدمها يحتاج إلى مدة زمنية حتى يفعلها بعد اسخدامها والمقدرة بخمس ثوان مثل ما فعله ناروتو في قتاله ضد باين عنما استغلها لهزيمته.